# Stefan (Korzun)
Stefan (białorus. Стэфан – Stefan; ros. Стефан – Stiefan; imię świeckie: białorus. Ігар Пятровіч Корзун – Ihar Piatrowicz Korzun; ros. Игорь Петрович Корзун – Igor' Pietrowicz Korzun; ur. 25 marca 1944 w Korzunach, zm. 22 kwietnia 2022) – arcybiskup piński i łuniniecki Rosyjskiego Kościoła Prawosławnego. 

## Życiorys
Ukończył seminarium duchowne w Moskwie w 1975, zaś w cztery lata później uzyskał tytuł kandydata nauk teologicznych po ukończeniu studiów w Moskiewskiej Akademii Duchownej. Wcześniej, w 1978, złożył śluby zakonne. 18 lutego tego samego roku został hierodiakonem, zaś 6 listopada – hieromnichem. 
W 1981 otrzymał godność archimandryty, zaś od 1987 pełnił obowiązki przełożonego monasteru w Żyrowiczach. Od 1989 łączył tę funkcję z obowiązkami rektora seminarium duchownego w Mińsku. 19 lutego 1990 decyzją synodu Białoruskiego Egzarchatu Patriarchatu Moskiewskiego został mianowany biskupem pińskim i łunineckim. Uroczystość chirotonii odbyła się 3 marca 1990 w soborze Świętego Ducha w Mińsku. 
25 lutego 2000 został podniesiony do godności arcybiskupa. Zmarł w 2022. 